# Balai Poestaka
Balai Poestaka (ˈbalai pusˈtaka; Perfected Spelling: Balai Pustaka; letteralmente, in italiano, "Ufficio di letteratura") è una casa editrice statale indonesiana con sede a Giacarta, fautrice della diffusione di tutte le opere di maggior rilievo della letteratura indonesiana come Salah Asuhan, Sitti Nurbaya e Layar Terkembang.
Fondata nel 1917 come "Kantoor voor de Volkslectuur", fu usata dal governo coloniale olandese come strumento di controllo dell'informazione del popolo nativo. Dopo aver cambiato proprietà due volte durante la Guerra d'indipendenza indonesiana, passò nelle mani dello Stato d'Indonesia. Dal 2011 sta affrontando la liquidazione.

## Pubblicazioni importanti

### Romanzi
| Anno | Titolo                               | Titolo anglofono                      | Autore                   |
| ---- | ------------------------------------ | ------------------------------------- | ------------------------ |
| 1920 | Azab dan Sengsara                    | Pain and Suffering                    | Merari Siregar           |
| 1922 | Habis Gelap Terbitlah Terang         | After Darkness Light is Born          | R.A. Kartini             |
| 1922 | Sitti Nurbaya: Kasih Tak Sampai      | Sitti Nurbaya: Unrealized Love        | Marah Rusli              |
| 1928 | Salah Asuhan                         | Wrong Upbringing                      | Abdul Muis               |
| 1928 | Salah Pilih                          | Wrong Choice                          | Nur Sutan Iskandar       |
| 1936 | Layar Terkembang                     | The Sail Unfolds                      | Sutan Takdir Alisjahbana |
| 1948 | Dari Ave Maria ke Jalan Lain ke Roma | From Ave Maria to Another Way to Rome | Idrus                    |
| 1949 | Atheis                               | Atheist                               | Achdiat Karta Mihardja   |